# Melesio Morales
Melesio Morales (Ciutat de Mèxic, 4 de desembre de 1838 − Ciutat de Mèxic, 12 de maig de 1908) va ser un dels més importants compositors mexicans del segle xix.

## Biografia
Melesio Morales va néixer a la Ciutat de Mèxic. Des de molt jove, va mostrar una gran aptitud per a la música, però el seu pare, D. Trinitat Morales, desitjós que abracés la carrera d'enginyer civil, el va obligar a estudiar matemàtiques fent-lo entrar a l'Acadèmia de Sant Carles. i al voltant de 1850 ja escrivia els seus primers valsos i cançons. Es diu que va compondre la seva primera òpera, Romeu i Julieta, a l'edat de 18 anys. L'obra va ser estrenada el 27 gener 1863 al Gran Teatre Nacional i va ser interpretada per les sopranos Elisa Tommasi (Romeo) i Mariana Paniagua (Julieta), el tenor Manuel Morales (Tebaldo), el baríton Francesc de Paula Pineda (Llorenç) i el baix Ignasi Solars (Capelio). L'obra va ser dirigida pel mateix Melesio Morales qui va dedicar la seva nova òpera al seu pare, Trinidad Morales.
El 27 gener 1866 es va estrenar la seva segona òpera, Ildegonda, un drama líric en dos actes amb llibret de Temistocle Solera al Teatre Nacional, anomenat llavors Imperial. Per l'obra va rebre una beca del govern de l'emperador Maximilià I de Mèxic per estudiar a Florenciacon Teódulo Mabellini. A la ciutat de Mèxic, el seu amic, el literat i periodista Lorenzo Elizaga va publicar a L'ocell verd del 7 febrer 1866 una poesia de la qual extraiem el següent:
| « | I quan en clims remots Nous llorers conquestes, recorda que els teus devots per on sigui que existeixes t' acompanyen amb els seus vots; que és de Mèxic la vostra glòria, que el teu geni aquí va néixer, que conserva la teva memòria i segueix atent la teva història que prez i orgull et va donar. | » |

Durant el seu període d'estudis a Europa va confirmar la seva influència italiana i va refer Ildegonda. La renovada òpera es va estrenar al Teatre Pagliano de Florència. La segona versió de l'òpera va ser presentada a Itàlia en múltiples ocasions amb gran èxit.
Al seu retorn a Mèxic, Melesio Morales va ser tractat com un heroi, després que la seva segona òpera havia estat acceptada a les principals ciutats italianes. Al Conservatori va ensenyar harmonia i composició, substituint a Felip Larios i a Aniceto Ortega. El 1867 va escriure el seu himne "Déu salvi la pàtria" i dos anys després la seva "Simfonia Vapor", una obra molt lloada pels qui la van arribar a escoltar, la qual es va estrenar el 16 setembre 1869 durant la inauguració del tram ferrocarrilero Mèxic-Apizaco. L'obra ha estat executada ocasionalment en els darrers anys del segle XX i primers del XXI.
El 4 juliol 1877 aconsegueix estrenar la seva òpera Gino Corsini al Teatre Nacional, abans anomenat Teatre Imperial. L'obra es va estrenar en la mateixa temporada en què es va veure l'estrena d'Aída i de la Missa de Rèquiem de Verdi. Les tres obres van ser cantades per Ángela Peralta. La nova òpera de Melesio Morales va tenir èxit i augmentar la seva fama.
El 1891 estrena al Teatre Nacional, patrocinat per la Companyia d'Òpera Italiana Sieni i amb la soprano Salut Othon com a protagonista, la seva òpera Cleopatra. L'obra té un llibret d'Antonio Ghislanzoni, qui va col·laborar amb Giuseppe Verdi en la seva òpera Aída. L'obra es va estrenar al Teatre Nacional. L'obra es va representar quatre vegades, fet insòlit tractant-se d'un compositor mexicà. En una de les seves cròniques, el poeta Manuel Gutiérrez Nájera va escriure amb el pseudònim de "Puck":
| « | Corren rumors alarmants respecte a la suspensió, per dues nits consecutives, de Cleopatra. Això coincideix amb el divorci i amb el monopoli de la carn. Pel mateix és sospitós. Una Salut (Othon) que es malalta és inversemblant. El cartell que anunciava la malaltia en la primera nit, deia que la senyora Othon cantaria Cleòpatra l'endemà. El greu del cas és la pertorbació que poden causar en les famílies aquestes suspensió d'a última hora. Suposem, per exemple, que un marit surt de la llar domèstic dient-li a la senyora:-Vaig a veure Cleopatra. Ell va a veure a Concha, a Petra o Indalecio, per fer estudis sobre les qüestions palpitants que preocupen avui a la premsa ia la societat. Torna a casa seva a l'hora que comencen a vendre les jaletinas. S'aixeca i, en l'esmorzar, la senyora li diu: - Què tal Cleopatra? - Divina! - ¿Va cantar bé la Othon? -No coneixia que hagués estat malalta. A la nit arriba a la llar aquest humil diari, i en ell un paràgraf que diu: No es va cantar ahir a la nit "Cleopatra" per haver seguit indisposada la senyora Othon. La baralla es imminent. Suposem que la senyora és com nosaltres: enemiga dels monopolis. Sap que el seu marit, melòman incurable que taral·leja Lohengrin totes les nits al treure's els mitjons, va al teatre. Escriu, doncs, a Pepe, un billetet dient-li que de nou a deu pot anar a veure. El marit que és melòman, però no segons força, ni camina en tripijocs ni es desvetlla sinó amb música, veient que no hi ha funció, torna a casa .... Allà sent un meu natural que li fa llançar un re sostingut ... ¡Cleopatra!, ¡Cleòpatra!, ¡Quants crims s'hauran comès per culpa teva!. Diari El Universal (20 de novembre de 1891) | » |

Una altra obra important en el seu haver és el Vals Netzahualcoyotl que pren el seu nom d'una societat nacionalista del segle xix la qual va encarregar al mestre la seva composició. La composició d'òperes de l'últim període de Melesio Morales coincideix amb la creació de les òperes, a Mèxic del seu propi fill juliol Morales, de Felip Villanueva, Ricardo Castro i Gustavo E. Campa, entre d'altres. Aquest moviment operístic mexicà va formar part d'un moviment de creació operístic llatinoamericà fi de segle en què destaquen els noms del xilè Eliodoro Ortiz de Zárate, els colombians José María Ponce de León i Augst Azzali, el brasiler Antonio Carlos Gomes, l'uruguaià Lleó Ribeiro i els argentins Francisco Hargreaves, Miguel Rojas i Edoardo Torrens.
Melesio Morales també va fundar la revista "L'harmonia", òrgan de difusió de la Societat Filharmònica Mexicana. Melesio Morales va morir el 12 de maig de 1908. En morir va deixar sense estrenar set òperes, encara que es desconeix si va aconseguir acabar-ne dues d'elles. D'aquestes set òperes inèdites al moment de la seva mort, només s'ha estrenat Anita. La seva òpera La tempestat fou tramesa a La Scala de Milà per la seva execució, però mai es va estrenar. El govern mexicà mai s'ha preocupat de demanar el retorn d'aquesta partitura, si és que encara es troba en els arxius de La Scala.
La producció més important de Melesio Morales està dedicada a l'escenari. Melesio Morales va compondre les òperes Romeu i Julieta, Ildegonda, Carlo Magno, Gino Corsini, Cleopatra (1891), La tempesta, El Jueu Errant i Anita. Aquesta última, basada en un capítol de la Segona Intervenció Francesa a Mèxic, va estar guardada en un arxiver fins a 1987 en què es va presentar a la Sala Nezahualcóyotl. En total se li atribueixen al voltant de 130 obres de tota classe.
Melesio Morales va ser un incansable promotor de la cultura i la música a Mèxic. En tornar d'Itàlia es va dedicar a la docència, la direcció d'orquestra i va escriure articles periodístics sobre temes relacionats a la música. La seva dedicació pedagògica en el camp de la música el va portar a participar en la fundació del Conservatori de Música i Declamació de Mèxic. Hi ha una autobiografia del compositor on ell mateix relata les mancances existents en el medi cultural i musical mexicà, persistint algunes d'elles fins als nostres dies. La seva filla Maria Morales va custodiar l'arxiu familiar que després, el 1956, va ser donat al Conservatori Nacional de Música de Mèxic. En aquest arxiu familiar es reuneix més del 95 per cent de l'obra de Melesio Morales, del mateix juliol Morales i fins i tot de Guadalupe Olmedo, la segona dona de Melesio Morales i una de les primeres compositores mexicanes.
fins que es van trobar obres d'aquest gènere degudes al seu mestre Cenobio Paniagua. Dos anys després de la mort de Melesio Morales va esclatar la (mal anomenada) Revolució. Els primers governs que es van fer del poder després d'aquesta guerra civil es van caracteritzar per estar constituïts per persones de molt limitades de preparació i, encara, analfabetes. Aquests governs no van tenir interès a guardar la memòria de Melesio Morales, la seva obra i fomentar la cultura operística mexicana que Melesio Morales havia alimentat. La situació tampoc va canviar quan es va instaurar la Dictadura Perfecta i tan sols ha variat des dels últims anys del segle xx, poc abans de la restauració de la Democràcia a Mèxic. Entre els investigadors més importants dedicats al rescat de l'obra de Melesio Morales s'han d'esmentar a Karl Bellinghausen i Eugenio Delgado Parra. El director d'orquestra Fernando Lozano s'ha aplicat a l'execució de les òperes de Melesio Morales.